# Rally Villa de Llanes de 2018
El Rally Villa de Llanes de 2018 fue la 42.ª edición y la octava ronda de la temporada 2018 del Campeonato de España de Rally. Se disputó entre el 28 y el 29 de septiembre y contó con un itinerario de diez tramos que sumaban un total de 157,66 km cronometrados.
Cuatro años después de su primera victoria en Llanes, Miguel Ángel Fuster, que venía de sumar dos abandonos en las dos citas anteriores del campeonato, dominó la prueba de principio a fin tras una dura lucha con Iván Ares en la que también estuvo hasta su abandono, José Antonio Suárez. Fuster aguantó la presión de Ares que firmó el mejor crono en cinco de las diez especiales disputadas pero solo pudo ser segundo aunque a tan solo 3 segundos del alicantino. Hyundai sumó un doble podio gracias a la tercera posición de Pernía que no se subía al cajón desde el Sierra Morena. Por su parte Suárez que marchaba con gran ritmo desde los primeros compases tuvo que abandonar por problemas mecánicos cuando rodaba segundo, situación que lo aleja prácticamente de la lucha por el título a falta de tres citas. La cuarta plaza fue para el andorrano Joan Vinyes de Suzuki y quinto terminó javier Pardo con el otro Suzuki oficial.

## Itinerario
| Día   | Tramo | Nombre                | Distancia | Hora  | Ganador             | Tiempo  | Líder               |
| ----- | ----- | --------------------- | --------- | ----- | ------------------- | ------- | ------------------- |
| Día 1 | TC1   | La Tornería           | 11,40 km  | 7:55  | Miguel Ángel Fuster | 07:15.5 | Miguel Ángel Fuster |
| Día 1 | TC2   | Los Carriles          | 6,72 km   | 8:19  | José Antonio Suárez | 03:50.1 | Miguel Ángel Fuster |
| Día 1 | TC3   | Carmen-Torre          | 19,53 km  | 8:50  | José Antonio Suárez | 11:42.3 | Miguel Ángel Fuster |
| Día 1 | TC4   | La Tornería (TC plus) | 11,40 km  | 10:53 | José Antonio Suárez | 07:07.2 | Miguel Ángel Fuster |
| Día 1 | TC5   | Los Carriles          | 6,72 km   | 11:17 | Iván Ares           | 03:48.1 | Miguel Ángel Fuster |
| Día 1 | TC6   | Carmen-Torre          | 19,53 km  | 11:48 | Miguel Ángel Fuster | 11:36.4 | Miguel Ángel Fuster |
| Día 1 | TC7   | Nueva-Labra           | 19,92 km  | 15:19 | Iván Ares           | 13:26.7 | Miguel Ángel Fuster |
| Día 1 | TC8   | Riu Cabra             | 21,26 km  | 16:44 | Iván Ares           | 12:13.7 | Miguel Ángel Fuster |
| Día 1 | TC9   | Nueva-Labra           | 19,92 km  | 18:29 | Iván Ares           | 13:15.0 | Miguel Ángel Fuster |
| Día 1 | TC10  | Riu Cabra             | 21,26 km  | 19:54 | Iván Ares           | 12:08.0 | Miguel Ángel Fuster |

## Clasificación final
| Pos. | Piloto              | Copiloto            | Automóvil                | Tiempo   | Diferencia |
| ---- | ------------------- | ------------------- | ------------------------ | -------- | ---------- |
| 1.   | Miguel Ángel Fuster | Ignacio Aviñó       | Ford Fiesta R5           | 01:36:36 | 0.0        |
| 2.   | Iván Ares           | José Antonio Pintor | Hyundai i20 R5           | 01:36:40 | +3.6       |
| 3.   | Surhayen Pernia     | Rogelio Peñate      | Hyundai i20 R5           | 01:38:50 | +02:13     |
| 4.   | Joan Vinyes         | Jordi Mercader      | Suzuki Swift Sport R+ N5 | 01:39:42 | +03:05     |
| 5.   | Javier Pardo        | Adrián Pérez        | Suzuki Swift Sport R+ N5 | 01:44:24 | +07:47     |
| 6.   | Daniel Martínez     | Javier Soto         | Citroën DS3 R3T          | 01:45:26 | +08:49     |
| 7.   | Aquilino Sánchez    | David Sánchez       | Ford Fiesta R2           | 01:46:51 | +10:14     |
| 8.   | Gorka Antxustegi    | Alberto Iglesias    | Suzuki Swift Sport       | 01:49:27 | +12:50     |
| 9.   | Alfredo Tamés       | Ramón Suárez        | Suzuki Swift Sport N3    | 01:51:31 | +14:55     |
| 10.  | José Luis García    | Javier Moreno       | Peugeot 208 N5           | 01:51:49 | +15:13     |